# Roquettes
Roquettes – miejscowość i gmina we Francji, w regionie Oksytania, w departamencie Górna Garonna.
Według danych na rok 1990 gminę zamieszkiwało 2801 osób, a gęstość zaludnienia wynosiła 834 osób/km² (wśród 3020 gmin regionu Midi-Pireneje Roquettes plasuje się na 122. miejscu pod względem liczby ludności, natomiast pod względem powierzchni na miejscu 1621.).